# Szalkai Károly
Szalkai Károly (Győr, 1966. július 12.) magyar képzőművész, festőművész és művésztanár. Alkotói munkássága az absztrakt festészethez kapcsolódik, kísérletező anyaghasználat és filozofikus szemlélet jellemzi. A győri Széchenyi István Egyetem Tánc- és Képzőművészeti Szakgimnáziumának tanára, ahol közel három évtizede oktat képzőművészetet.

## Életpályája
Szalkai Károly 1966. július 12-én született Győrben. Művészeti tanulmányait 1980 és 1984 között a budapesti Képző- és Iparművészeti Szakközépiskolában végezte. Ezt követően a Magyar Képzőművészeti Egyetem festő szakán folytatta tanulmányait, ahol 1991-ben szerzett diplomát. Mesterei közé tartozott Tölg-Molnár Zoltán, Kokas Ignác és Dienes Gábor.
A kilencvenes évek elejétől kezdve aktív résztvevője a hazai kortárs művészeti életnek. Munkái főként absztrakt, faktúrákkal és anyagkísérletekkel dolgozó festmények, melyekben a természeti formák és filozófiai tartalmak is hangsúlyosan jelen vannak.

## Művészete
Szalkai Károly művészete az absztrakt festészet tradíciójára épül, ugyanakkor markáns anyaghasználata és spirituális szemléletmódja révén egyéni irányba mutat. Festményei gyakran fűrészporral, faipari ragasztóval, homokkal és egyéb természetes vagy újraértelmezett anyagokkal készülnek, amelyek sajátos felületi struktúrát és mélységet kölcsönöznek az alkotásoknak.
Műveiben visszatérő motívumként jelennek meg a természet, a kozmosz, az idő és az emberi tudat témái. Alkotói felfogását gyakran jellemzi a jelenlét-alapú gondolkodás, amely nemcsak festményeiben, hanem zenei tevékenységében is megmutatkozik.
Szalkai a „zenpingpong” kifejezést is használja – mozgás és tudatosság kapcsolatára utalva –, mely saját életformájának és alkotói ritmusának metaforája.

## Zenei tevékenysége
A zongorázás Szalkai számára a művészi önkifejezés része. Zenélés közben meditatív figyelemmel fordul a hang és mozgás felé; improvizatív játéka gyakran párbeszédet folytat festményeinek világával.
Több kiállításon vagy művészeti eseményen lépett fel zongorajátékával, például 2017 májusában a dunaszerdahelyi Kortárs Magyar Galériában, Drozsnyik István kiállításának megnyitóján, valamint 2024-ben a győri Rómer Házban zongorázott, ahol saját kompozícióit adta elő.

## Magánélete
Szalkai Károly nős, három gyermek édesapja, öt unokája van. Elkötelezett a tudatos életvitel, a biohacking és a jelenlét-alapú szemlélet mellett.